# 香港麗東酒店
香港麗東酒店（英語：Newton Hotel），是香港的一座酒店，位於香港島炮台山油街。香港麗東酒店樓高25層，樓面面積23萬平方呎，設有401間客房。地下至4樓為食肆及會所，5樓以上樓層為酒店宿舍。

## 酒店設施
- 健身室
- 餐廳
- 購物中心
- 多功能廳

## 酒店結業
麗東酒店於2015年突然結業。亦有指，結業是為了資產回報而作決定。酒店於2015年拆卸重建成商廈港匯東。